# Župančič-Preis
Der Župančič-Preis (slowenisch:  Župančičeva nagrada) ist ein slowenischer Kulturpreis, der von der Stadtgemeinde Ljubljana, der Hauptstadt Sloweniens, jährlich für herausragende kulturelle Leistungen vergeben wird. Er ist benannt nach dem slowenischen Schriftsteller und Übersetzer Oton Župančič.

## Über den Preis
Der Župančič-Preis wird seit 1965 an Kulturschaffende aus Ljubljana verliehen. Ausgezeichnet werden Arbeiten, die im Jahr vor der Verleihung des Preises (d. h. vom März des Vorjahres bis März des laufenden Jahres) öffentlich präsentiert wurden, oder für Arbeit, die über einen längeren Zeitraum durchgeführt wurde, das kulturelle Erbe der Gemeinde Ljubljana nachhaltig bereichert hat und im internationalen Vergleich als außergewöhnliche kulturelle Leistung angesehen werden kann.
In Fällen, in denen die kreative Arbeit so umfangreich ist, dass die Leistung einer einzelnen Person nicht gewürdigt werden kann, kann der Preis auch an eine Gruppe von Künstlern verliehen werden.
Pro Jahr können maximal vier Župančič-Preise verliehen werden, wobei die Auszeichnungen in der ersten Junihälfte verliehen werden. Der Wert des Župančič-Preises entspricht drei durchschnittlichen Bruttomonatsgehältern in der Republik Slowenien im Vorjahr. Das Preisgeld ist für künstlerische Arbeiten bestimmt und wird zusammen mit einer Urkunde verliehen, die den Beschlusstext über die Verleihung enthält.

## Ausgezeichnete (Auswahl)
- Bojan Adamič (1993)
- Alojz Ajdič (1994)
- Mirsad Begić (1997)
- Andrej Blatnik (1991)
- Matej Bor (1965)
- Evald Flisar (2013)
- Niko Grafenauer (2014)
- Andrej Hieng (1971)
- Božidar Jakac (1965)
- Lojze Kovačič (1972, 1986)
- Uroš Krek (1978)
- Marijan Lipovšek (1968)
- Vinko Möderndorfer (1994)
- Ivo Petrić (1977)
- Edvard Ravnikar (1965)
- Andrej E. Skubic (2007)
- Veno Taufer (2016)
- Goran Vojnović (2018)
- Uroš Zupan (2003)
- Vitomil Zupan (1973, 1983)